# Arnaldo Adães Bermudes

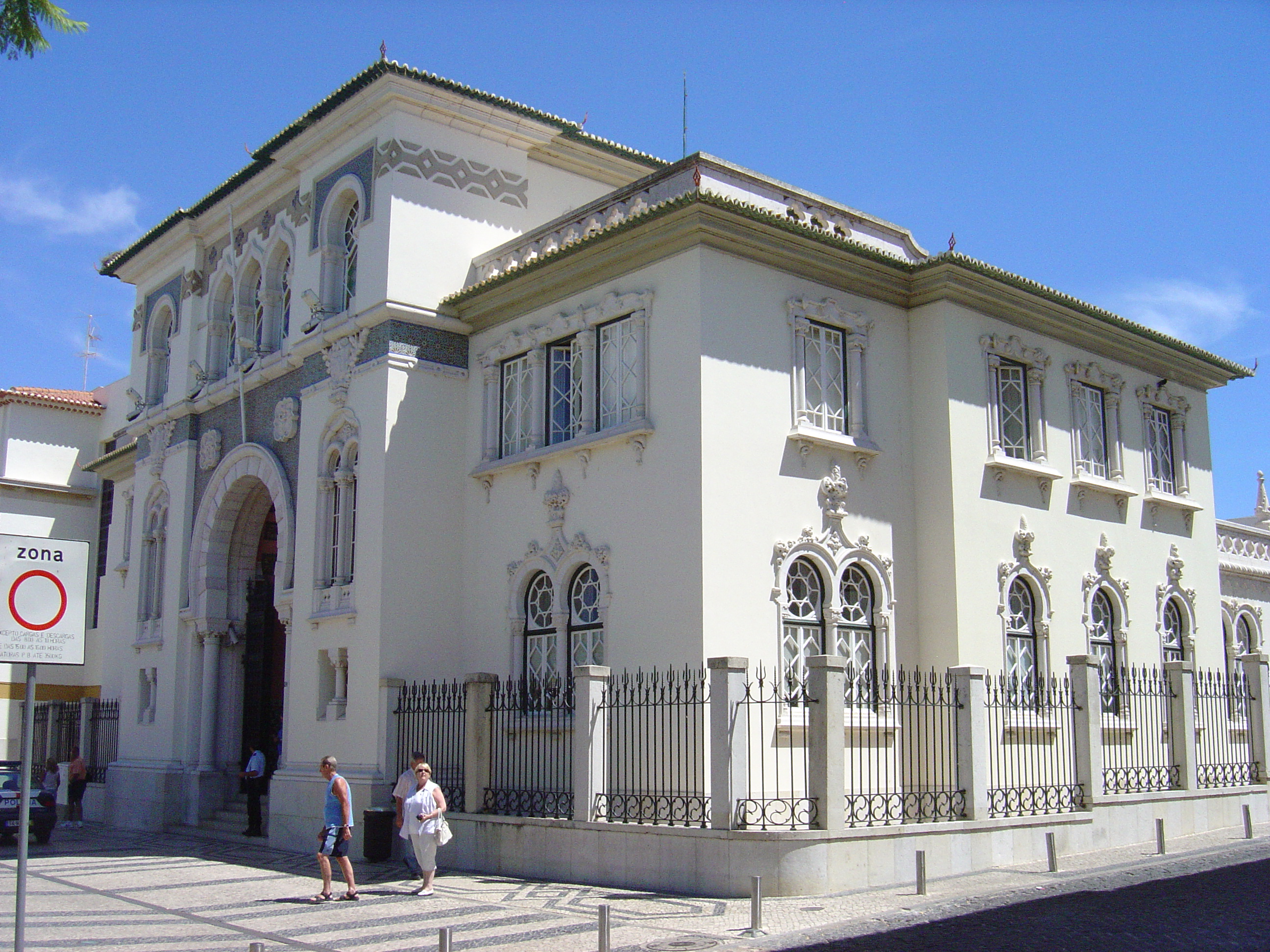
O edifício do Banco de Portugal em Faro, uma das mais notáveis obras de Adães Bermudes.

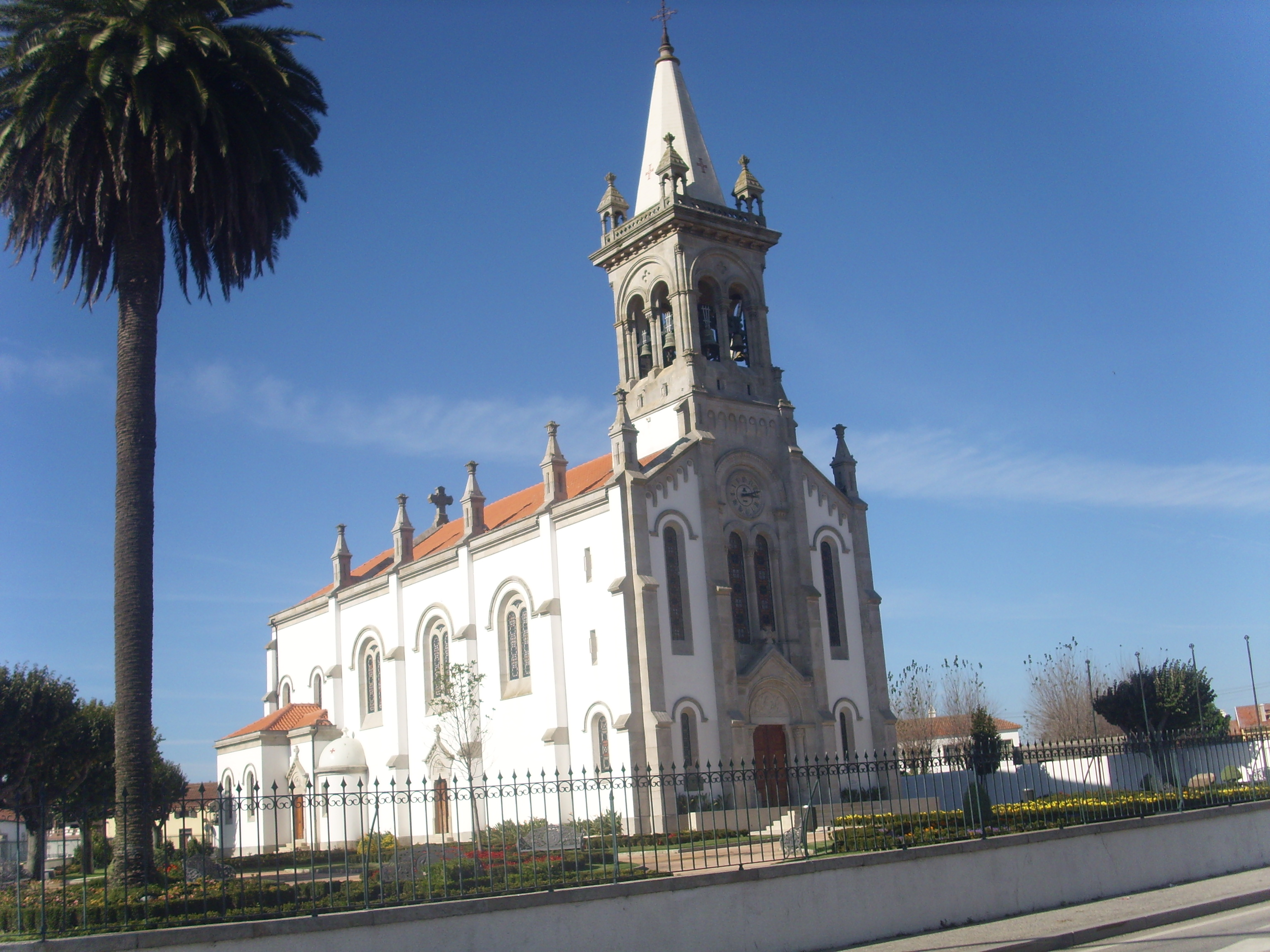
Igreja Paroquial de Santiago de Amorim, Amorim, uma obra de Adães Bermudes.

Arnaldo Redondo Adães Bermudes (Santo Ildefonso, Porto, 29 de setembro de 1863 — Paiões, Rio de Mouro, Sintra, 18 de Fevereiro de 1947), mais conhecido por Adães Bermudes, foi um arquitecto, professor de arquitectura e político português de origem galega que se notabilizou como um dos expoentes do movimento da Arte Nova em Portugal. Várias das suas obras foram distinguidas com prémios, incluindo o prestigioso Prémio Valmor pelo edifício Almirante Reis, 2-2K, incluindo-se entre as melhores realizações arquitectónicas do princípio do século XX em Portugal. Era formado em arquitectura pela Academia Portuense de Belas Artes e pela École des Beaux-Arts de Paris, tendo sido professor da Escola de Belas-Artes de Lisboa e funcionário e dirigente do Ministério do Reino e depois do Ministério do Comércio e Comunicações. Destacado republicano e membro da Maçonaria, também foi senador e presidente interino da Câmara Municipal de Lisboa. Concebeu algumas obras mais emblemáticas da arquitectura escolar em Portugal, incluindo uma tipologia de escolas do antigo ensino primário (que ainda ostenta o seu nome), a Escola Central de Coimbra, o Instituto Superior de Agronomia e a Escola Normal Primária de Lisboa.

## Biografia
Arnaldo Redondo Adães Bermudes nasceu na freguesia de Santo Ildefonso, cidade do Porto, filho do comerciante Félix Redondo Adães, natural de Pontevedra, e de Cesina Ramona Bermudes, natural da Corunha, um casal galego radicado no Porto. Era irmão de Félix Bermudes, pai da sua sobrinha Cesina Bermudes.
Adães Bermudes iniciou o curso de arquitectura da Academia Portuense de Belas Artes, tendo sido aluno do mestre José Geraldo da Silva Sardinha, concluindo-o na Escola de Belas-Artes de Lisboa no ano de 1886. Aluno distinto, nesse mesmo ano obteve uma bolsa de estudos que lhe permitiu ir para Paris, onde completou a sua formação na École des Beaux-Arts tendo Paul Blondel como orientador. Após cinco anos de permanência em França, regressou a Portugal no ano de 1894, iniciando a sua carreira como arquitecto.
Teve sucesso quase imediato, pois logo em 1894 foi premiado com a 2.ª medalha na exposição do Grémio Artístico de Lisboa, recebendo nos anos seguintes importantes encomendas para obras públicas e particulares. Paralelamente à sua actividade como projectista, em 1895 obteve o lugar de arquitecto no Ministério do Reino, iniciando uma carreira no funcionalismo público que o levaria a ser promovido à categoria de arquitecto de 1.ª classe daquele Ministério em 1906.
Ao longo da sua carreira como funcionário do Estado, Adães Bermudes exerceu diversos cargos ligados ao planeamento e controlo das obras públicas, com destaque para as construções escolares. Entre outras funções, foi adjunto encarregue dos projectos de construções escolares na Direcção-Geral de Instrução Pública (1899), director do serviço de construções escolares da Direcção-Geral do Ministério do Reino (1901-1906), secretário da Comissão de Estudo das Construções nas Regiões Sísmicas (1909), vogal do Conselho de Arte e Arqueologia (1911), vogal do Conselho Superior de Instrução Pública (1911), secretário da Comissão dos Monumentos Nacionais (1911); chefe de repartição da Direcção-Geral de Belas-Artes do Ministério da Instrução Pública (1926) e director do Serviço de Monumentos Nacionais do Ministério do Comércio e Comunicações (1929-1933).
Para além de alto funcionário e dirigente da administração pública, desenvolveu uma importante carreira como arquitecto de obras públicas e particulares, concebendo edifícios que se encontram dispersos por múltiplas povoações portuguesas. Criou um estilo próprio onde aliou traços de revivalismo, aliando influências dos estilos Manuelino e Barroco com elementos decorativos contemporâneos, levando a uma versão algo simplificada do estilo "Art nouveau", o que o coloca como um dos principais divulgadores da arte nova em Portugal.
Em 1897 foi-lhe adjudicada a concepção de um bairro de casas económicas (o Bairro do Arco do Cego), o qual realizou recorrendo ao conceito de cidade-jardim.
Em 1898 ganhou o primeiro prémio de um concurso de concepção destinado a desenhar uma tipologia de edifício escolar destinado a ser construído em povoações de todo o território português, num conjunto que deveria ter ultrapassado as 300 construções. Apesar de terem sido apenas construídas 184 escolas (1902-1912), a tipologia, ainda hoje designada Adães Bermudes, conta-se entre as melhores construções escolares de Portugal, com traços que aliam uma grande funcionalidade e qualidade construtiva ao estilo da Casa Portuguesa que se tornaria padrão nas décadas seguintes. Foi também autor dos projectos da Escola Central Primária de Santa Cruz (Coimbra, 1905-1907), do Instituto Superior de Agronomia de Lisboa (Tapada da Ajuda, 1910) e da Escola Normal Primária de Lisboa (Quinta de Marrocos, Benfica, 1913).
A 14 de agosto de 1902, casou na igreja paroquial de Santa Maria Madalena, em Santo Tirso, com Albertina de Jesus Vieira da Mota (Santo Ildefonso, Porto, c. 1872), doméstica e filha de pais incógnitos. Deste casamento nasceu o arquitecto Jorge Bermudes.
Obteve um contrato que lhe permitiu desenhar vários edifícios destinados a alojar as agências do Banco de Portugal em diversas capitais de distrito. Entre os edifícios construídos para este fim contam-se as agências de Bragança, Coimbra, Évora e Faro (este com traços mouriscos), em cujas fachadas incluiu cúpulas e uma densa ornamentação com laivos de arte nova.
Outros projectos marcantes da sua autoria são os Paços do Concelho da Câmara Municipal de Sintra (1908) e o mausoléu dos benfeitores da Santa Casa da Misericórdia de Lisboa no Cemitério do Alto de São João (Lisboa, 1908). Nestas obras, Adães Bermudes usou um estilo arquitectónico que combina traços manuelinos com uma densa decoração de influência barroca. Nesse mesmo ano de 1908 foi distinguido com o Prémio Valmor pela concepção de um edifício sito na avenida Almirante Reis, 2-2K em Lisboa, anteriormente Avenida Dona Amélia, com marcada influência das linhas da Art nouveau.
Foi um dos membros da equipa que em 1914 concebeu o Monumento ao Marquês de Pombal, construído na Praça Marquês de Pombal em Lisboa, onde foi inaugurado em 1934. Projectou e dirigiu diversas intervenções de conservação e restauro em monumentos nacionais, entre os quais o Palácio Nacional de Sintra, o Convento de Mafra, o Palácio de Queluz e a igreja do Mosteiro dos Jerónimos. Dirigiu o restauro e ampliação do Museu Nacional de Arte Antiga e do Museu Nacional de Belas Artes de Lisboa.
Entre 1917 e 1933 leccionou as disciplinas de Construção e Resistência dos Materiais, Geometria Descritiva e Perspectiva dos cursos da Escola de Belas-Artes de Lisboa, exercendo importante influência sobre toda uma geração de arquitectos.
Republicano e membro activo da Maçonaria, desenvolveu importante acção política, tendo sido presidente interino da Câmara Municipal de Lisboa e senador independente (1918-1919).
Nunca aceitou condecorações por ser Maçon.
Morreu de senilidade a 18 de fevereiro de 1947, em Paiões, freguesia de Rio de Mouro, concelho de Sintra, onde residia. Foi sepultado no Cemitério de Rio de Mouro.
Tem uma rua com o seu nome na freguesia de Marvila, em Lisboa e num largo de Paiões, Freguesia de Rio de Mouro, precisamente no local aonde possuía uma habitação.

## A colaboração em revistas da especialidade
Para além do seu trabalho como arquitecto e professor de arquitectura, foi colaborador frequente das revistas da especialidade, nomeadamente do Anuário da sociedade dos arquitetos portugueses  entre 1905 e 1910, A Construção Moderna (onde publicou muitos dos seus projectos), o Boletim da Real Associação dos Arquitectos Civis e Arqueólogos Portugueses e a revista Arquitectura Portuguesa. Entre os projectos publicados na revista A Construção Moderna contam-se os seguintes:
- A Construção Moderna, Ano IX, n.º 277: Igreja Paroquial de Espinho
- A Construção Moderna, Ano IX, n.º 273: Instalações do Banco de Portugal em Coimbra.
- A Construção Moderna, Ano VI, n.º 187: Estabelecimento Prisional de Sintra.
- A Construção Moderna, Ano IX, n.º 297: Residência Afonso Dias.
- A Construção Moderna, Ano XI, n.º 354: Edifício do Banco de Portugal em Évora.
- A Construção Moderna, Ano VI, n.º 185: Matadouro de Sintra.
- A Construção Moderna, Ano VIII, n.º 229: Edifício do Banco de Portugal em Viseu.
- A Construção Moderna, Ano XII, n.º 383: Instalações bancárias em Vila Real.
- A Construção Moderna, Ano XII, n.º 384: Instalações bancárias em Vila Real.
- A Construção Moderna, Ano VII, n.º 214: Palácio do Conde de Agrolongo, Lapa, Lisboa (menção honrosa do Prémio Valmor).
- A Construção Moderna, Ano VI, n.º 172: Mausoléu dos benfeitores da Santa Casa da Misericórdia de Lisboa no Cemitério do Alto de São João, Lisboa.
- A Construção Moderna, Ano VI, n.º 183: Paços do Concelho de Sintra.
- A Construção Moderna, Ano VII, n.º 212: Residência Guilherme Augusto Coelho.
- A Construção Moderna, Ano X, n.º 315: Edifícios do parque de António Lacerda Macedo.
- A Construção Moderna, Ano XIV, n.º 420: Monumento ao Marquês de Pombal, Lisboa.

## Principais projectos de edifícios construídos
Entre os principais edifícios construídos com projectos da sua autoria contam-se os seguintes:
- 1902 – Edifício do Banco de Portugal em Bragança.
- 1905 – Matadouro de Sintra, Sintra.
- 1907 – Escola Primária de Santa Cruz, Coimbra.
- 1908-1909 – Paços do Concelho de Sintra, Sintra.
- 1908 – Igreja Paroquial de Amorim, Amorim
- 1909 – Palácio do Conde de Agrolongo, Lisboa.
- 1909-1910 – Estabelecimento Prisional de Sintra, Sintra.
- 1910 – Escola Secundária Avelar Brotero, Coimbra
- 1910 – Estação Postal da Anadia, Anadia.
- 1910 – Instalações do Instituto Superior de Agronomia (ISA), Tapada da Ajuda, Lisboa.
- 1912-1918 – Ampliação do Museu de Belas Artes, Lisboa.
- 1914-1918 –  Escola Normal Primária de Lisboa, na Quinta de Marrocos (Benfica), Lisboa.
- 1915 – Hospital da Covilhã, Covilhã.
- 1916 – Hospital de Oleiros, Oleiros.
- 1916 – Escola Primária Doutor Leitão, Ansião
- 1916-1926 – Edifício do Banco de Portugal em Faro, Faro.
- 1919 – Bairro do Arco do Cego, Lisboa.
- 1932 – Escola Primária de Santa Leocádia, Baião.
- 1934 – Monumento ao Marquês de Pombal, Lisboa (em colaboração com António de Couto Abreu e com o escultor Francisco Santos).[12]
- 1935 – Edifício do Banco de Portugal em Ponta Delgada, Açores.
- 1935 – Igreja Paroquial de Espinho.

Destacam-se entre os seus projectos arquitectónicos, os seguintes:
- Edifício na Avenida Almirante Reis, 2-2K - Prémio Valmor de 1908[13]
- Os Paços do Concelho de Sintra, obra construída no período de 1906 a 1909 entre a Vila Velha e a Estefânia.

## Participação em congressos internacionais
Adães Bermudes participou em representação dos arquitectos portugueses em diversos congressos internacionais e comités vários, nomeadamente no VI, VII, VIII e IX Congressos Internacionais de Arquitectos (respectivamente: Madrid, 1904, sendo redactor das conclusões do congresso; Londres, 1906; Viena, 1908; e Roma, 1911).

## Associações de que foi membro
Foi membro da Real Associação dos Arquitectos Civis e Arqueólogos Portugueses (1895), da Sociedade dos Arquitectos Portugueses (a cuja direcção presidiu no período 1905-1907) e da Associação dos Engenheiros Civis. Era sócio honorário, entre outras instituições, da Sociedade Nacional de Belas Artes, do Real Instituto dos Arquitectos Britânicos (Royal Institute of British Architects) e da Sociedad Central de Arquitectos da Argentina.